# Makedonia
Makedonia (græsk: Μακεδονία, Makedonien) er en græsk avis, der blev offentliggjort i Thessaloniki. Avisen, der er en af de ældste aviser i Grækenland, blev første gang udgivet i 1911 af Konstantinos Vellidis.